# Gouvernement Abbott
Commonwealth d'Australie
Rudd II Turnbull I
Le gouvernement Abbott (en anglais : Abbott Ministry) est le gouvernement du Commonwealth d'Australie, entre le 18 septembre 2013 et le 21 septembre 2015, sous la 44e législature de la Chambre des représentants.
Il est dirigé par le libéral Tony Abbott et formé à la suite des élections fédérales. Il se compose de 29 membres, dont un vice-Premier ministre.
Majoritaire à la Chambre des représentants, il est constitué d'une coalition rassemblant le Parti libéral et le Parti national.
Le gouvernement tombe le 14 septembre 2015, lorsque Tony Abbott est écarté de la direction du Parti libéral au profit de Malcolm Turnbull, son ministre des Communications, qui le remplace donc comme Premier ministre.
Il succède au second gouvernement du travailliste Kevin Rudd et cède donc le pouvoir au premier gouvernement de Malcolm Turnbull.

## Historique du mandat
Dirigé par le nouveau Premier ministre libéral Tony Abbott, anciennement ministre de la Santé de John Howard, ce gouvernement est constitué et soutenu par la « Coalition » entre le Parti libéral australien (Libs), le Parti libéral national du Queensland (LNP), le Parti national d'Australie (Nats) et du Parti rural libéral (CLP). Ensemble, ils disposent de 90 représentants sur 150, soit 60 % des sièges de la Chambre des représentants.
Il est formé à la suite des élections fédérales du 7 septembre 2013.
Il succède donc au second gouvernement du travailliste Kevin Rudd, constitué du seul Parti travailliste australien (Labor) et soutenu par les Verts australiens (Greens) et des représentants indépendants.
Au cours du scrutin, la Coalition — dans l'opposition depuis six ans — remporte une solide majorité absolue et obtient son meilleur résultat en sièges depuis 1996. Les travaillistes, qui formaient depuis trois ans un gouvernement minoritaire et avaient connu deux changements de chef du parti en six années de gestion, sont éjectés du pouvoir en tombant à leur plus faible étiage parlementaire depuis 17 ans.
Chef du Parti libéral, le représentant de la circonscription de Warringah Tony Abbott présente le 16 septembre suivant un exécutif de 29 ministres, dont 18 siègent au sein du cabinet. Sur les cinq femmes ministres, seule la ministre des Affaires étrangères Julie Bishop fait partie du cabinet. Chris Bowen, membre du Parti travailliste, en conclut que le « gouvernement d’Afghanistan compte désormais plus de femmes que celui d’Australie ». L'assermentation est réalisée à Canberra par la gouverneure générale Quentin Bryce deux jours plus tard. Le nouveau Premier ministre affirme que « nous serons un gouvernement fonctionnel, obéissant à des valeurs, pas à l'idéologie ». 
Le 28 mars 2014, sur recommandation d'Abbott, l'ancien commandant en chef des Forces armées Peter Cosgrove succède à Bryce en tant que gouverneur général. Le Premier ministre procède six mois plus tard à un remaniement ministériel qui n'affecte pas les fonctions-clé du gouvernement.
Les représentants Luke Simpkins et Don Randall proposent le 9 février 2015 la révocation d'Abbott par le dépôt d'une motion déclarant la direction du Parti libéral vacante. Leur proposition est rejetée par 61 voix contre et 39 pour. Une motion de défiance est proposée sept mois plus tard, le 14 septembre, par le ministre des Communications et ancien chef du parti Malcolm Turnbull. Lors du vote, Turnbull est élu pour la seconde fois chef du Parti libéral, par 54 voix favorables contre 44 pour Abbott.
Nommé Premier ministre le lendemain, Turnbull présente son premier gouvernement le 21 septembre. Ainsi, Abbott est le premier chef de l'exécutif fédéral australien depuis William McMahon au début des années 1970 à ne former qu'un seul gouvernement.

## Composition

### Initiale (18 septembre 2013)
| Fonction                                                                        | Titulaire | Titulaire         | Parti    |
| ------------------------------------------------------------------------------- | --------- | ----------------- | -------- |
| Membres du cabinet                                                              |           |                   |          |
| Premier ministre                                                                |           | Tony Abbott       | Libs     |
| Vice-Premier ministre Ministre des Infrastructures et du Développement régional |           | Warren Truss      | Nats/LNP |
| Ministre des Affaires étrangères                                                |           | Julie Bishop      | Libs     |
| Ministre de l'Emploi Ministre des Relations avec le Sénat                       |           | Eric Abetz        | Libs     |
| Procureur général Ministre des Arts Vice-président du Conseil exécutif          |           | George Brandis    | Libs     |
| Ministre des Finances                                                           |           | Joe Hockey        | Libs     |
| Ministre de l'Agriculture                                                       |           | Barnaby Joyce     | Nats     |
| Ministre de l'Éducation Ministre des Relations avec la Chambre                  |           | Christopher Pyne  | Libs     |
| Ministre des Affaires aborigènes                                                |           | Nigel Scullion    | Nats/CLP |
| Ministre de l'Industrie                                                         |           | Ian Macfarlane    | Libs     |
| Ministre des Services sociaux                                                   |           | Kevin Andrews     | Libs     |
| Ministre des Communications                                                     |           | Malcolm Turnbull  | Libs     |
| Ministre de la Santé Ministre des Sports                                        |           | Peter Dutton      | Libs     |
| Ministre des Petites entreprises                                                |           | Bruce Billson     | Libs     |
| Ministre du Commerce et des Investissements                                     |           | Andrew Robb       | Libs     |
| Ministre de la Défense                                                          |           | David Johnston    | Libs     |
| Ministre de l'Environnement                                                     |           | Greg Hunt         | Libs     |
| Ministre de l'Immigration et de la Protection des frontières                    |           | Scott Morrison    | Libs     |
| Ministre du Budget                                                              |           | Mathias Cormann   | Libs     |
| Autres ministres                                                                |           |                   |          |
| Ministre adjoint des Services sociaux                                           |           | Mitch Fifield     | Libs     |
| Ministre adjoint de la Santé                                                    |           | Fiona Nash        | Nats     |
| Ministre adjoint de l'Emploi                                                    |           | Luke Hartsuyker   | Nats     |
| Ministre des Anciens combattants Ministre d'État spécial                        |           | Michael Ronaldson | Libs     |
| Ministre adjoint de l'Éducation                                                 |           | Sussan Ley        | Libs     |
| Ministre des Services à la personne                                             |           | Marise Payne      | Libs     |
| Ministre de la Justice                                                          |           | Michael Keenan    | Libs     |
| Ministre adjoint de la Défense                                                  |           | Stuart Robert     | Libs     |
| Ministre adjoint de l'Immigration et de la Protection des frontières            |           | Michaelia Cash    | Libs     |
| Ministre adjoint des Infrastructures et du Développement régional               |           | Jamie Briggs      | Libs     |
| Ministre adjoint des Finances                                                   |           | Arthur Sinodinos  | Libs     |

### Remaniement du23 décembre 2014
- Les nouveaux ministres sont indiqués en gras, ceux ayant changé d'attributions en italique.

| Fonction                                                                          | Titulaire | Titulaire         | Parti    |
| --------------------------------------------------------------------------------- | --------- | ----------------- | -------- |
| Membres du cabinet                                                                |           |                   |          |
| Premier ministre                                                                  |           | Tony Abbott       | Libs     |
| Vice-Premier ministre Ministre des Infrastructures et du Développement régional   |           | Warren Truss      | Nats/LNP |
| Ministre des Affaires étrangères                                                  |           | Julie Bishop      | Libs     |
| Ministre de l'Emploi Ministre des Relations avec le Sénat                         |           | Eric Abetz        | Libs     |
| Procureur général Ministre des Arts Vice-président du Conseil exécutif            |           | George Brandis    | Libs     |
| Ministre des Finances                                                             |           | Joe Hockey        | Libs     |
| Ministre de l'Agriculture                                                         |           | Barnaby Joyce     | Nats     |
| Ministre de l'Éducation et de la Formation Ministre des Relations avec la Chambre |           | Christopher Pyne  | Libs     |
| Ministre des Affaires aborigènes                                                  |           | Nigel Scullion    | Nats/CLP |
| Ministre de l'Industrie et de la Science                                          |           | Ian Macfarlane    | Libs     |
| Ministre des Services sociaux                                                     |           | Scott Morrison    | Libs     |
| Ministre des Communications                                                       |           | Malcolm Turnbull  | Libs     |
| Ministre de la Santé Ministre des Sports                                          |           | Sussan Ley        | Libs     |
| Ministre des Petites entreprises                                                  |           | Bruce Billson     | Libs     |
| Ministre du Commerce et des Investissements                                       |           | Andrew Robb       | Libs     |
| Ministre de la Défense                                                            |           | Kevin Andrews     | Libs     |
| Ministre de l'Environnement                                                       |           | Greg Hunt         | Libs     |
| Ministre de l'Immigration et de la Protection des frontières                      |           | Peter Dutton      | Libs     |
| Ministre du Budget                                                                |           | Mathias Cormann   | Libs     |
| Autres ministres                                                                  |           |                   |          |
| Ministre adjoint des Services sociaux                                             |           | Mitch Fifield     | Libs     |
| Ministre adjoint de la Santé                                                      |           | Fiona Nash        | Nats     |
| Ministre adjoint de l'Emploi                                                      |           | Luke Hartsuyker   | Nats     |
| Ministre des Anciens combattants Ministre d'État spécial                          |           | Michael Ronaldson | Libs     |
| Ministre adjoint de l'Éducation                                                   |           | Simon Birmingham  | Libs     |
| Ministre des Services à la personne                                               |           | Marise Payne      | Libs     |
| Ministre de la Justice                                                            |           | Michael Keenan    | Libs     |
| Ministre adjoint de la Défense                                                    |           | Stuart Robert     | Libs     |
| Ministre adjoint de l'Immigration et de la Protection des frontières              |           | Michaelia Cash    | Libs     |
| Ministre adjoint des Infrastructures et du Développement régional                 |           | Jamie Briggs      | Libs     |
| Ministre adjoint des Finances                                                     |           | Josh Frydenberg   | Libs     |